# Sint-Audomaruskerk (Bissegem)

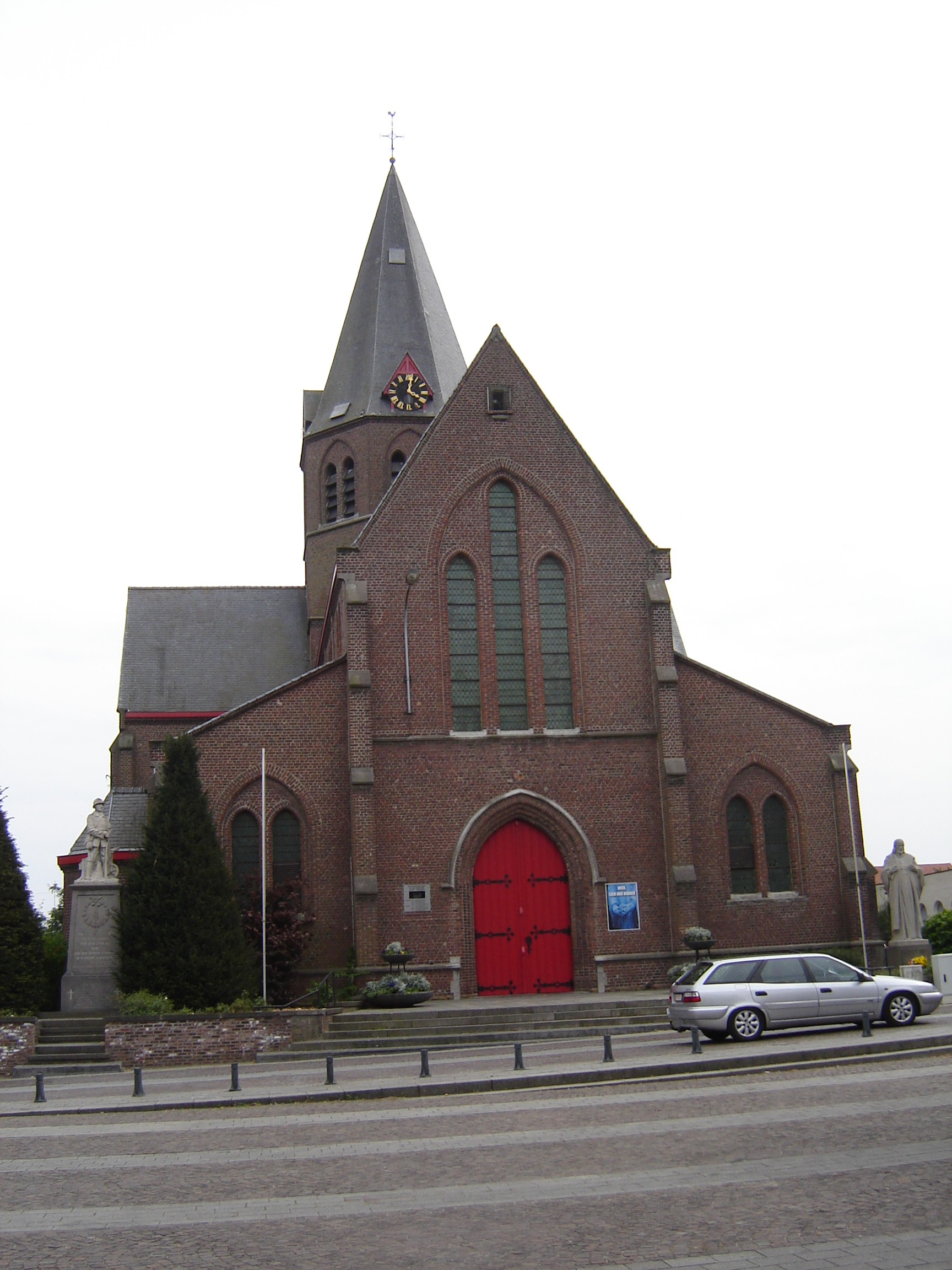
Sint-Audomaruskerk

De Sint-Audomaruskerk is de parochiekerk van de tot de West-Vlaamse gemeente Kortrijk behorende plaats Bissegem, gelegen aan de Bissegemplaats.

## Geschiedenis
Al in 1107 was er sprake van een kerk in Bissegem waarvan het patronaatsrecht toebehoorde aan de Sint-Amandsabdij te Saint-Amand-les-Eaux. In 1548 werd een laatgotische klokkenverdieping toegevoegd. In de 2e helft van de 16e eeuw raakte de kerk beschadigd door invallen van calvinistische troepen vanuit Oostende en Sluis. De kerk werd hersteld onder leiding van de Kortrijkse stadsarchitect J. Persyn.
In 1667-1668 werd schade aangericht aan de kerk door militaire activiteiten tussen de troepen van Lodewijk XIV van Frankrijk en de Zuidelijke Nederlanden (Spanje). In 1798 werd de kerk door de Fransen gesloten en tot 1802 gebruikt als paardenstal.
Door de industrialisatie tijdens de 19e eeuw nam de bevolking sterk toe en werd de oude kerk te klein. In 1872 werd een nieuwe, neoromaanse, kerk gebouwd naar ontwerp van François Hennebicque en Jan Devos. Ook deze werd spoedig te klein en in 1898 kwam een neogotisch bouwwerk tot stand naar ontwerp van Jean-Baptiste Bethune en Jules Carette.

## Gebouw
Het betreft een bakstenen basilicale kruiskerk met achthoekige vieringtoren. De kerk heeft een neogotisch interieur en een orgel van 1930, gebouwd door Jules Anneessens. Er zijn enkele 18e-eeuwse schilderijen, voorstellende Sint-Audomarus; Onze-Lieve-Vrouw met kind schenkt de rozenkrans aan de Heilige Dominicus en Guzman omringd met medaillons met de Vijftien Geheimen van de Rozenkrans. Ook is er een gepolychromeerd beeld van Sint-Sebastiaan, eveneens 18e-eeuws.